# Hermelin
Das Hermelin (Mustela erminea), auch Großes Wiesel oder Kurzschwanzwiesel genannt, ist eine Raubtierart aus der Familie der Marder (Mustelidae). Es ist vor allem wegen seines im Winter weißen Fells bekannt und spielte zeitweilig in der Pelzindustrie eine bedeutende Rolle. Das Hermelin wird innerhalb der Gattung Mustela in die Untergattung Mustela eingeordnet und ist damit unter anderem mit dem Mauswiesel eng verwandt.

## Merkmale

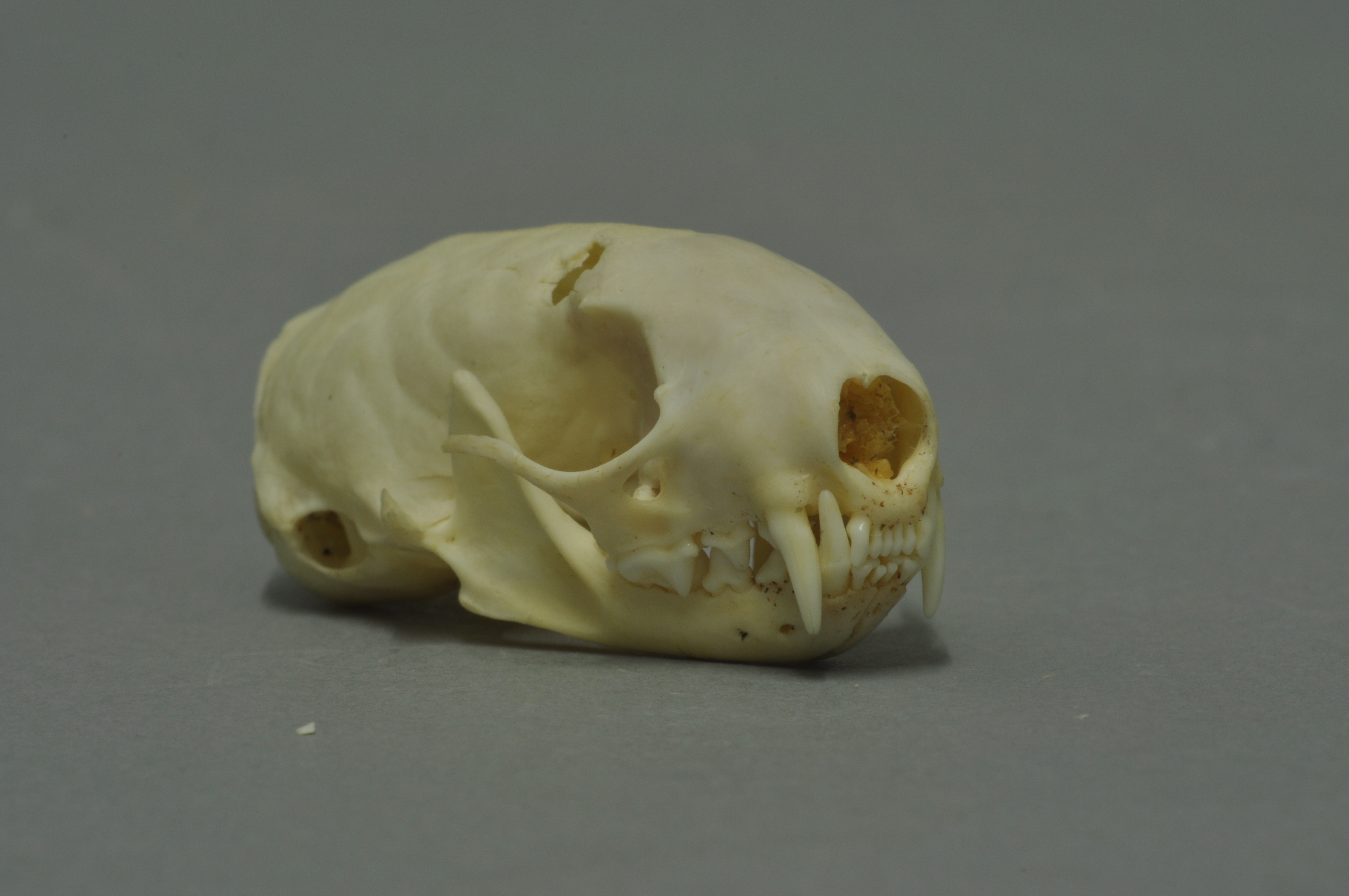
Schädel eines Hermelins aus der Sammlung des Museums Wiesbaden

Hermeline haben den für viele Marder typischen langgestreckten, schlanken Körper mit eher kurzen Beinen und kurzem Schwanz. Im Sommerfell zeigen sie die für viele Wiesel typische Färbung mit brauner Oberseite und weißer Unterseite. Im Winterfell ist es gänzlich weiß, mit Ausnahme einer schwarzen Schwanzspitze, die es eindeutig vom Mauswiesel unterscheidbar macht. Dieser Fellwechsel findet allerdings nicht in allen Teilen des Verbreitungsgebiets statt. In den wärmeren Bereichen sind Hermeline ganzjährig braun-weiß, im hohen Norden verlieren sie dagegen nie das weiße Winterfell. Die Tiere erreichen eine Kopf-Rumpf-Länge von 17 bis 33 Zentimetern, der Schwanz wird vier bis zwölf Zentimeter lang und ihr Gewicht beträgt 40 bis 360 Gramm. Männchen sind etwas größer und schwerer als Weibchen.
Nach dem Mauswiesel ist das Hermelin das zweitkleinste heimische Raubtier.

## Verbreitung und Lebensraum

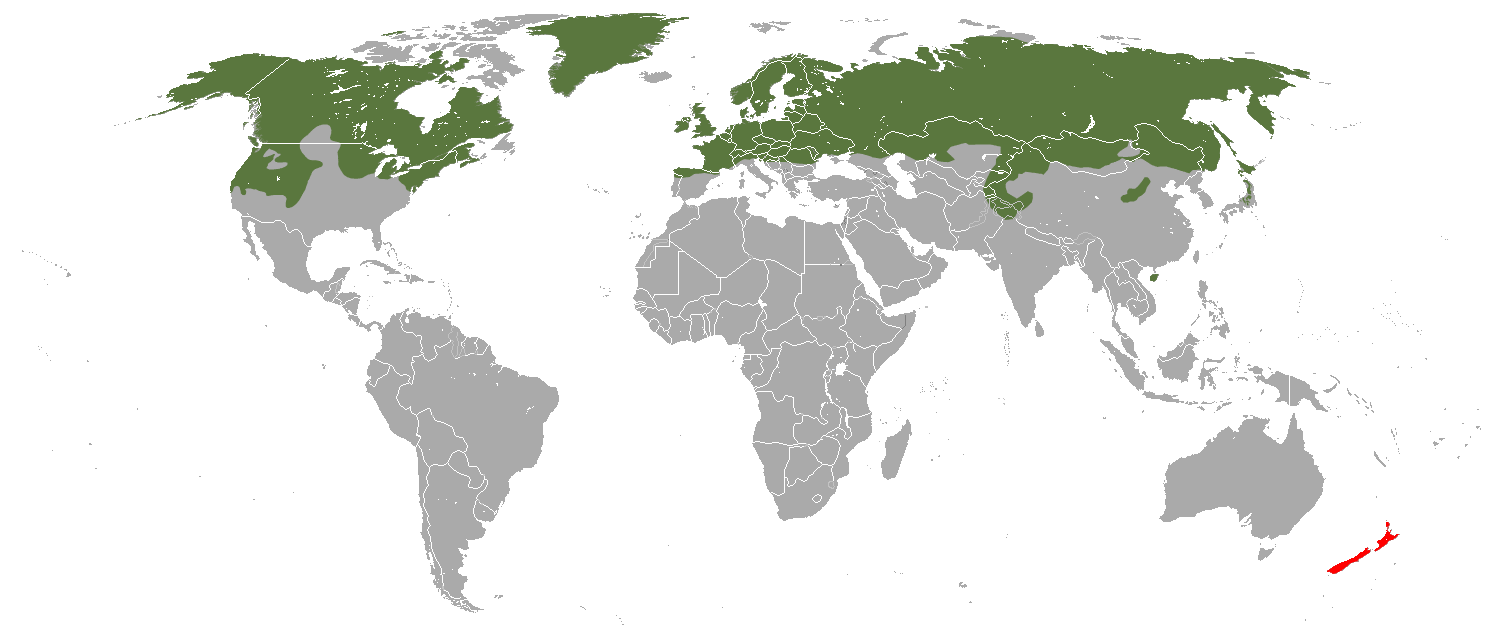
Verbreitungsgebiete Hermelin und Amerikanisches Hermelin

Das Hermelin ist in den gemäßigten und subarktischen Zonen der Nordhalbkugel verbreitet. Es bewohnt Europa von den Pyrenäen, Alpen und Karpaten nordwärts, Nord- und Zentralasien (einschließlich Japan), Teile Grönlands, Alaska und den Kanadisch-arktischen Archipel mit Ausnahme der Baffininsel. Eingeschleppt wurde das Hermelin in Neuseeland. In Australien wird vor dem Risiko einer Einschleppung und Etablierung, die jedoch bisher noch nicht erfolgt ist, gewarnt. Die Art zählt zu den 100 gefährlichsten Neobiota weltweit.
Hermeline bewohnen eine Reihe von Landschaftstypen, wobei wassernahe Lebensräume anscheinend bevorzugt werden. Eine Biotopbindung ist nicht erkennbar, stattdessen besteht eine enge Bindung an das Vorkommen von Scher-, Erd- und Feldmäusen. Typisch sind strukturreiche Landschaften z. B. mit Wiesen, Hecken und Feldgehölzen oder Siedlungsgärten. Geschlossene Wälder werden hingegen gemieden. Hermeline sind in Höhen bis zu 3400 Meter anzutreffen.

## Lebensweise

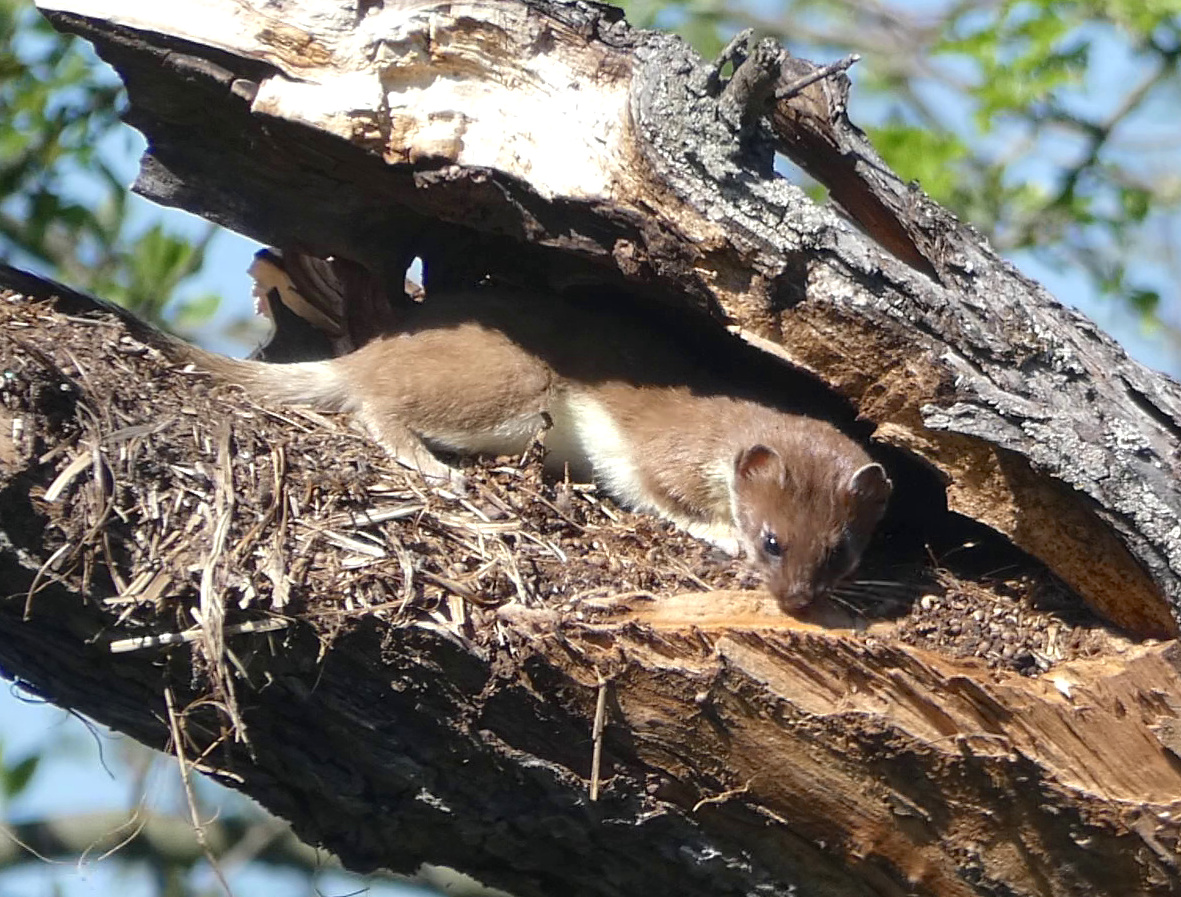
Nest in einer Baumhöhle

Hermeline sind hauptsächlich am Tag und in der Dämmerung aktiv, im Winter vor allem dämmerungs- oder nachtaktiv. Längere Ruhephasen (3–5 Stunden) wechseln oft mit knapp einstündigen Aktivitätsphasen. Als Deckung und Unterschlupf bevorzugen sie Felsspalten, hohle Baumstämme, Holz- und Steinhaufen oder verlassene Baue anderer Tiere. Oft haben sie mehrere Nester in ihrem Revier, die sie mit trockener Vegetation, mit Haaren oder Federn auskleiden.
Außerhalb der Paarungs- und Aufzuchtszeit leben sie einzelgängerisch in großen Aktionsräumen (max. 200 Hektar), die im Winter deutlich kleiner sind (min. 2 ha). Im Sommer durchstreifen Männchen täglich Areale von oft etwa 20 ha, die Weibchen nutzen dann etwa 8 ha.
Die Reviergrenzen markieren beide Geschlechter mit Analdrüsensekret. Gleichgeschlechtliche Eindringlinge ziehen sich bei Begegnungen meist zurück, ansonsten werden sie vehement vertrieben.

## Nahrung und Jagd
Hauptsächlich erjagen Hermeline Kleinsäuger wie Mäuse, Ratten, Kaninchen, Spitzmäuse und Maulwürfe. Insbesondere bei einem Mangel an Kleinsäugern verzehren sie auch kleinere Vögel sowie selten Reptilien, Fische und Insekten. Ganzjährig als Beute bedeutsam sind i. d. R. Wühlmäuse der Gattungen Arvicola und Microtus wie Schermäuse und Feldmäuse.
Das Hermelin jagt bevorzugt am Tag und während der Dämmerung, es orientiert sich dabei vor allem über Geruch und Gehör, oft macht es dabei „Männchen“. Ist die Beute erkannt, schleicht es sich an, um sie schnell und überraschend mit einem Biss in den Nacken zu töten und sie anschließend in den Bau zu tragen. Es wird berichtet, dass Hermeline Kaninchen durch allerlei Schauspielerei derart verwirren, dass diese nicht fliehen.
Die früher verbreitete Annahme, dass Hermeline ihren Beutetieren das Blut aussaugen, ist falsch.

## Fortpflanzung und Lebenserwartung

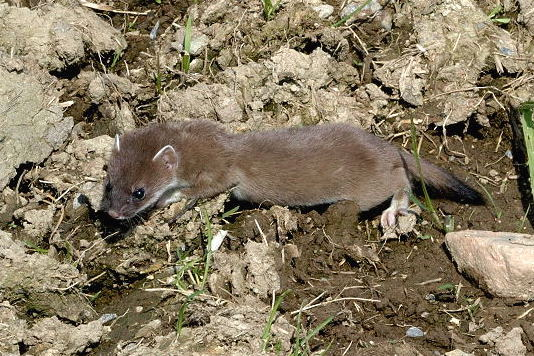
Jungtier

Die Paarung findet im Spätfrühling oder Sommer statt. Danach kommt es allerdings zur Keimruhe, die befruchteten Eizellen nisten sich erst im März des folgenden Jahres ein. Die tatsächliche Tragzeit beträgt nur rund einen Monat, im April oder Mai kommen 3 bis 18 (meistens 6 bis 9) Jungtiere zur Welt. Sie wiegen etwa zwei bis drei Gramm, sind blind und hilflos; versorgt werden sie allein von ihrer Mutter, die sie auch verteidigt. Sechs Wochen lang werden sie gesäugt und sehen nach dieser Zeitspanne schon den Alttieren ähnlich. Weibchen (Fähen) können sich noch in ihrem ersten Lebensjahr fortpflanzen; Männchen (Rüden) erreichen die Geschlechtsreife hingegen erst nach einem Jahr.
Bemerkenswert ist die Säuglingsträchtigkeit – Fähen können bereits im Säuglingsalter begattet werden. Oft erfolgt dies durch den biologischen Vater. Das Verhalten beziehungsweise die Fähigkeit stellen sicher, dass auch in bestandsarmen Jahren alle Fähen begattet sind.
Die durchschnittliche Lebenserwartung eines Hermelins beträgt zwischen ein und zwei Jahren. Das liegt an den vielen Fressfeinden, wozu unter anderem Greifvögel, Eulen, Füchse und Dachse gehören. Ohne sie können Hermeline ein Alter von über sieben Jahren erreichen.
Viele Hermeline leiden an den parasitischen Fadenwürmern (Skrjabingylus nasicola), die von Spitzmäusen übertragen werden und im Nasenraum leben; dringen solche von dort bis ins Gehirn vor, so verursacht dies den Tod ihres Wirtes.

## Systematik
Das Hermelin erhielt seinen wissenschaftlichen Namen schon im Jahr 1758 durch den schwedischen Naturforscher Carl von Linné, den Begründer der bis heute verwendeten biologischen Nomenklatur. Es ist die Typusart der Gattung Mustela. Aufgrund des großen Verbreitungsgebietes wurden zahlreiche Unterarten beschrieben, von denen 34 heute noch anerkannt werden. 14 dieser Unterarten sind Inselendemiten. Die Unterarten bildeten sich wahrscheinlich durch Isolierung einzelner Populationen während der Letzten Kaltzeiten. Ein Team amerikanischer Wissenschaftler spaltete das Hermelin im Februar 2021 in drei Arten auf. Die Bezeichnung Mustela erminea soll nur noch für die Hermeline Europas, Asiens und der Arktis gelten, während die im größten Teil Nordamerikas vorkommenden Hermeline die Bezeichnung Mustela richardsonii erhalten. Eine dritte Hermelinart (Mustela haidarum) kommt auf einigen Inseln der nordamerikanischen Pazifikküste vor.

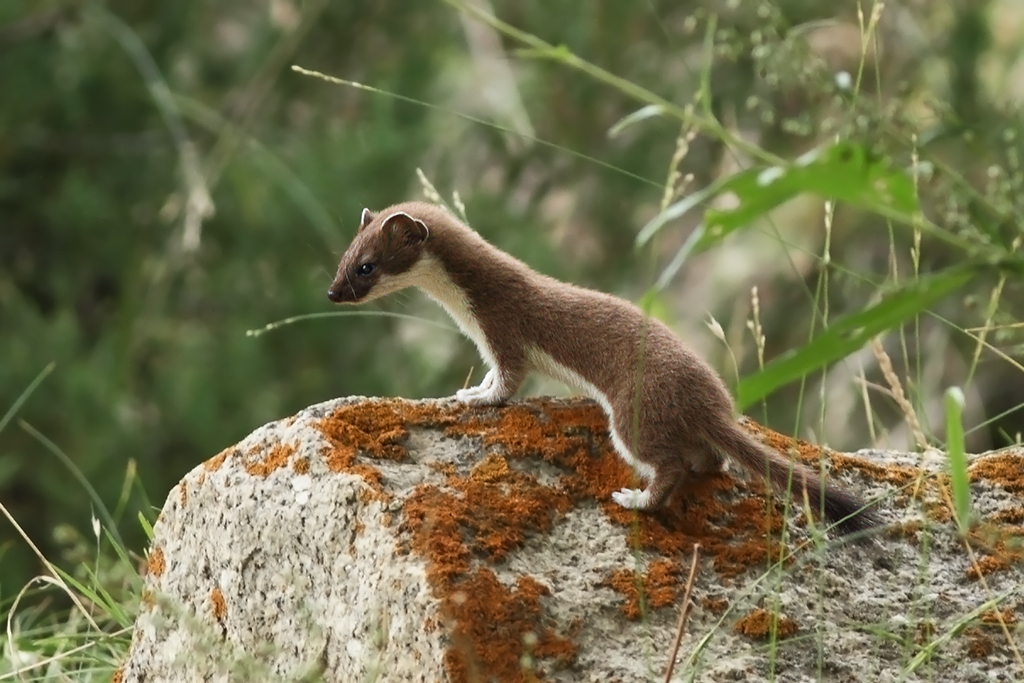
Mustela erminea ferghanae

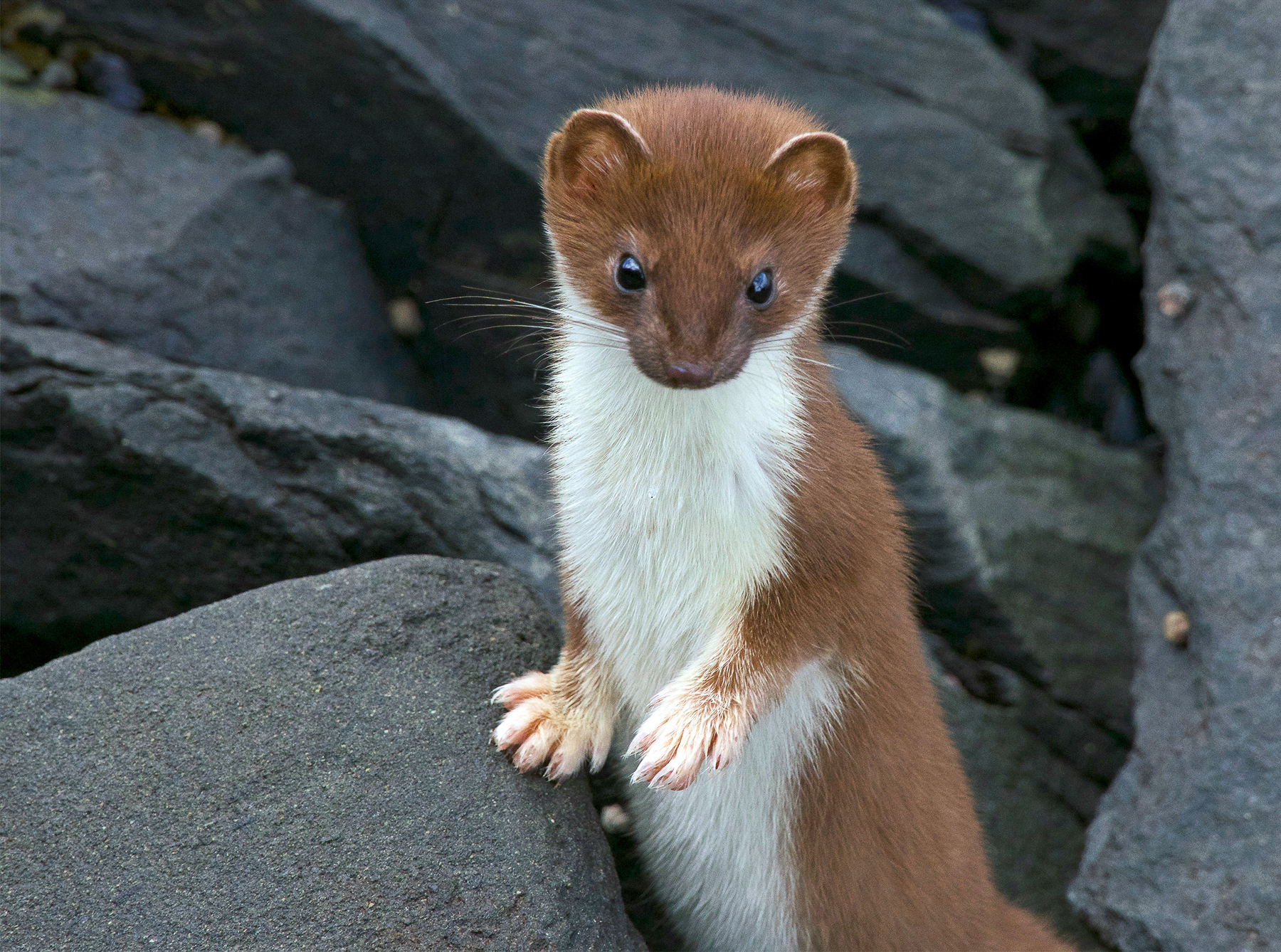
Mustela erminea kadiacensis

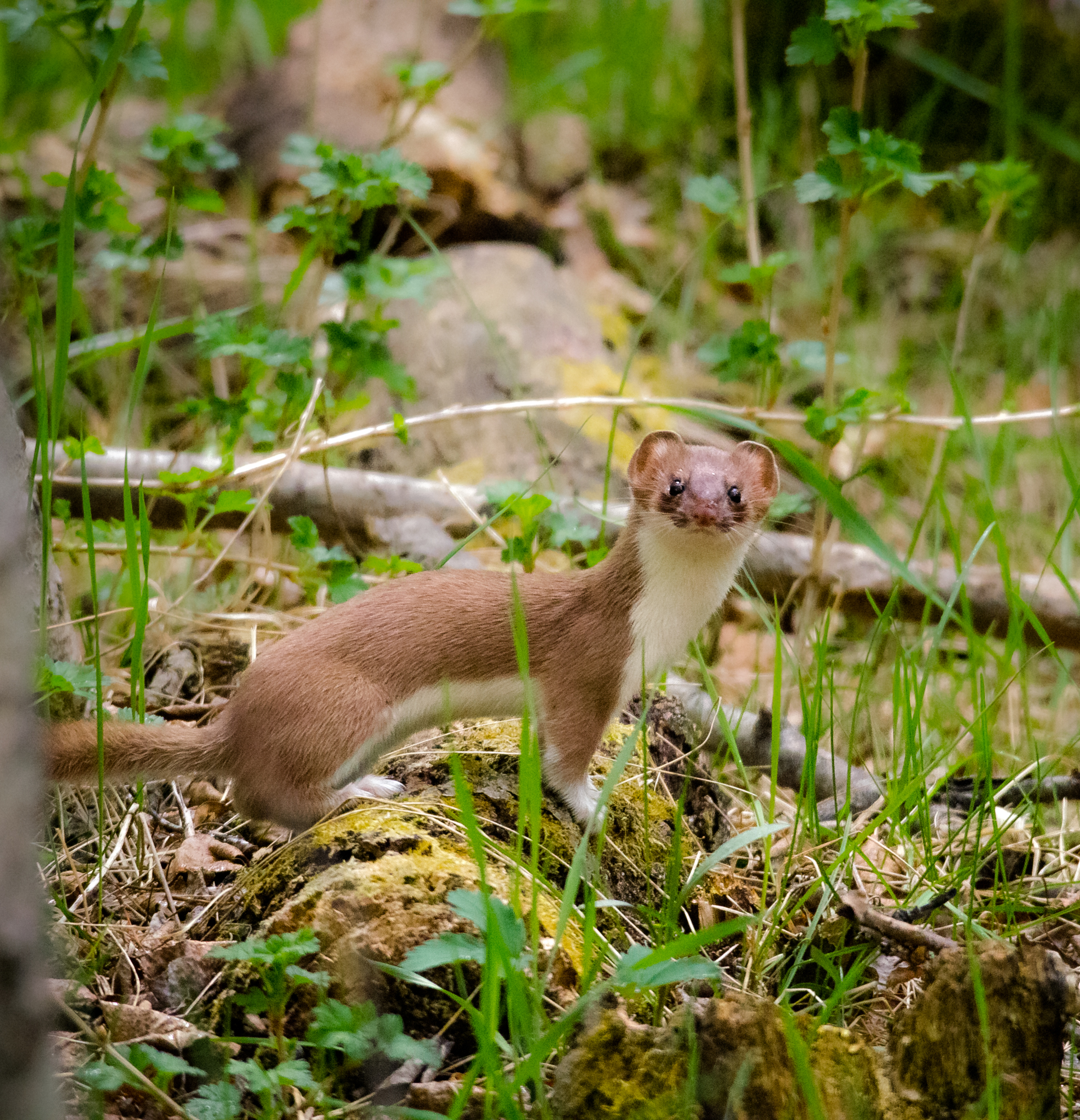
Mustela richardsonii invicta

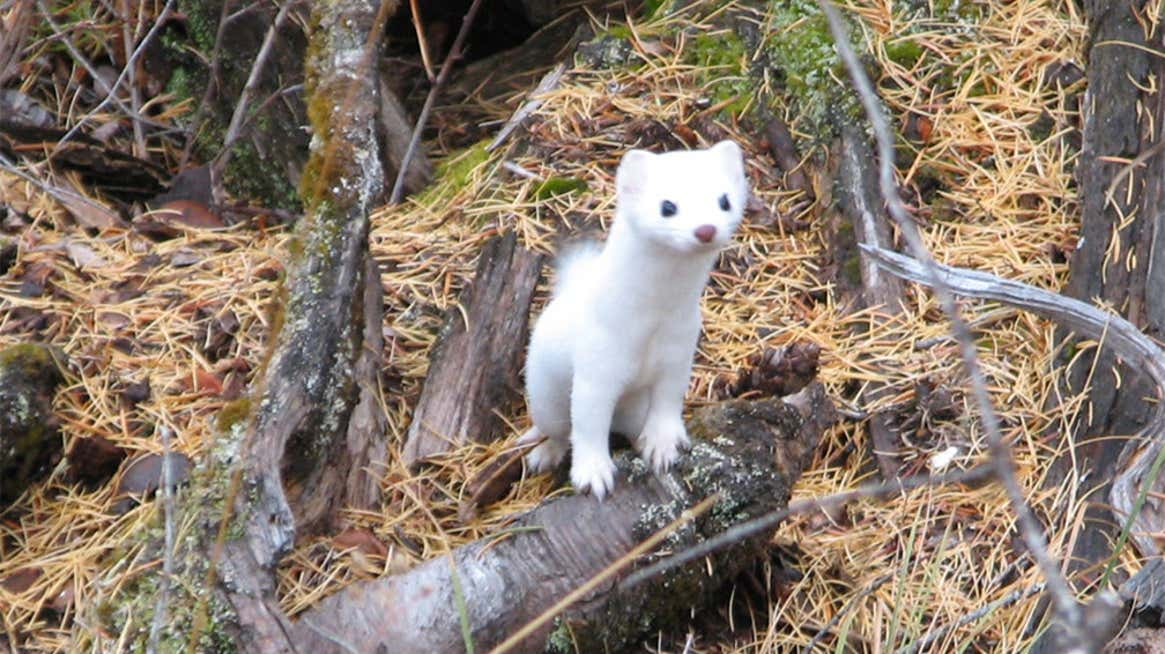
Mustela haidarum im Winterfell

Die folgende Liste zeigt die Unterarten aller drei Hermelinarten.
- Mustela erminea erminea, Halbinsel Kola, Skandinavien
- Mustela erminea aestiva, mittleres und östliches Europa, incl. europ. Russland und das nordwestliche Kasachstan
- Mustela erminea arctica, Alaska, Kanadisch-arktischer Archipel (ohne Baffin Island) und das anschließende kanadische Festland
- Mustela erminea ferghanae, Tien Shan und Pamir, Afghanistan, Nord-Indien, westliches Tibet
- Mustela erminea hibernica, Irland und die Isle of Man
- Mustela erminea kadiacensis, Kodiak Island
- Mustela erminea kaneii, östliches Sibirien ohne Amurregion
- Mustela erminea karaginensis, Karaginski-Insel
- Mustela erminea lymani, die Gebirge des südlichen Ostsibirien (östlich des Baikalsee) und angrenzende Gebiete in der Mongolei
- Mustela erminea minima, Schweiz
- Mustela erminea mongolica, Gobi-Altai-Aimag
- Mustela erminea nippon, Japan
- Mustela erminea polaris, Grönland
- Mustela erminea ricinae, Hebriden
- Mustela erminea salva, Admiralty Island
- Mustela erminea stabilis, Großbritannien, eingeführt nach Neuseeland
- Mustela erminea teberdina, nördlicher (russischer) Kaukasus
- Mustela erminea tobolica, westliches Sibirien und Kasachstan, östlich bis zum Jenissei und dem Altai

- Mustela richardsonii alascensis, südliches Alaska
- Mustela richardsonii anguinae, Vancouver Island
- Mustela richardsonii bangsi, Kanada westlich der Großen Seen
- Mustela richardsonii cigognanii, Kanada nördlich und östlich der Großen Seen
- Mustela richardsonii fallenda, British Columbia und der Norden von Washington
- Mustela richardsonii gulosa, Osten von Washington
- Mustela richardsonii initis, Baranof Island
- Mustela richardsonii invicta, Alberta, Idaho u. Montana
- Mustela richardsonii muricus, Nevada, Utah, Colorado, New Mexico, South Dakota, Wyoming
- Mustela richardsonii olympica, Olympic-Halbinsel
- Mustela richardsonii richardsonii, Neufundland, Labrador-Halbinsel und das nördliche Kanada
- Mustela richardsonii semplei, Baffin Island, Southampton Island, Melville-Halbinsel und das anschließende kanadische Festland
- Mustela richardsonii streatori, Nordosten Kaliforniens, Oregon und das küstennahe Washington

- Mustela haidarum haidarum, Haida Gwaii
- Mustela haidarum celenda, Prince-of-Wales-Insel
- Mustela haidarum seclusa, Suemez Island

## Hermeline und Menschen

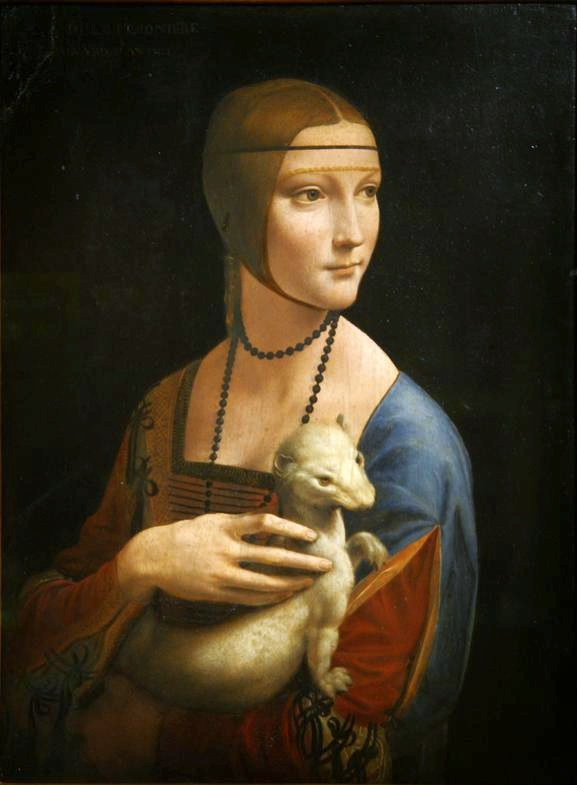
Leonardo da Vinci, Dame mit dem Hermelin (1489/90)

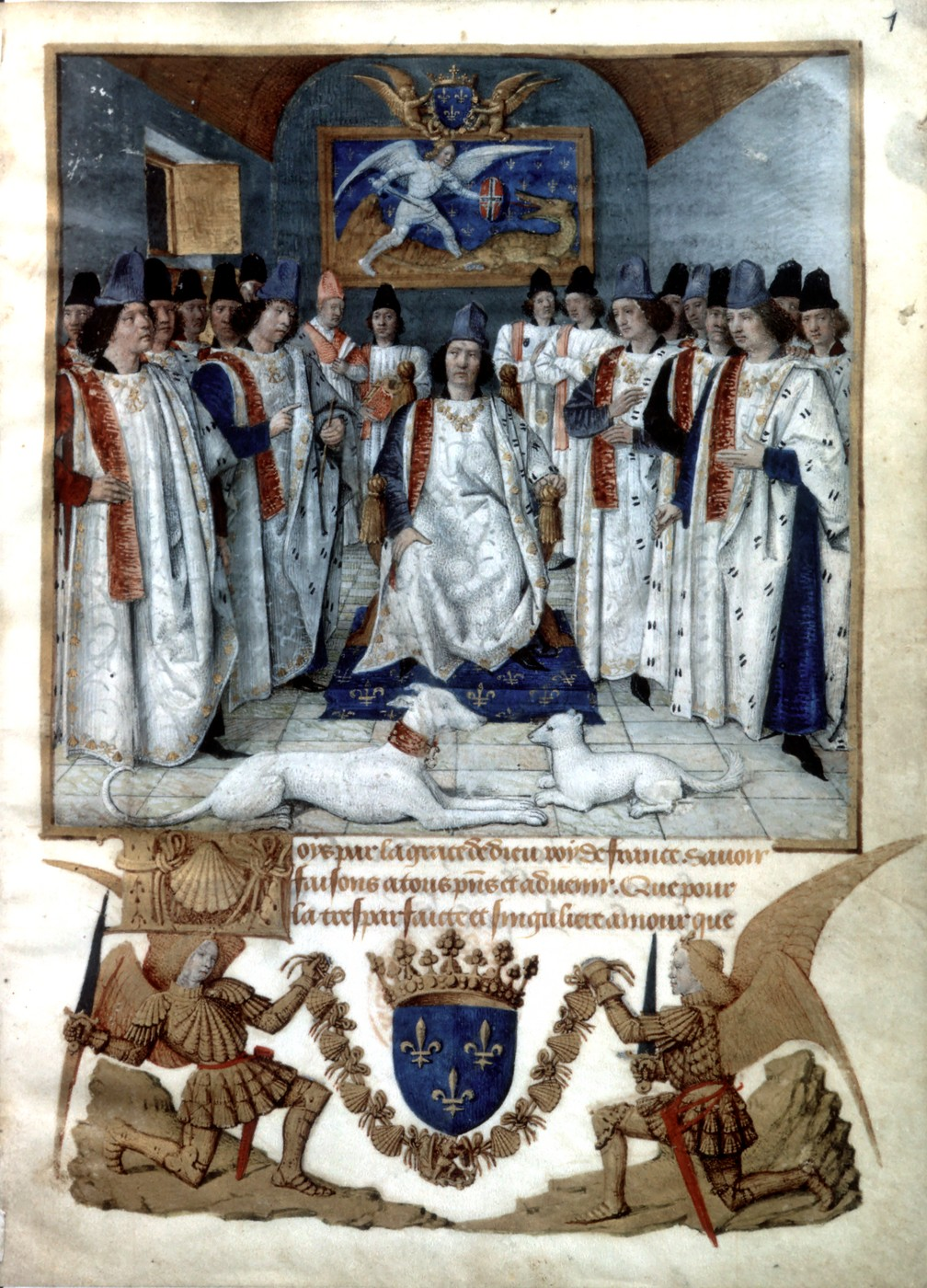
Ludwig XI. im Kreis der Ritter des Michaelsordens; Titelminiatur des für den König bestimmten Exemplars der Ordensstatuten von Jean Fouquet (1470), König und Ordensritter sind uniform mit Hermelinmänteln bekleidet

### Nutztier
Hermeline ernähren sich vorwiegend von kleinen Nagetieren; sie waren vor der großflächigen Ausbreitung der Hauskatze auf vielen Bauernhöfen als Mäusefänger beliebt. Nicht erst seit heute hält man sie auch als Heimtiere. Hermeline werden nur selten für Pelzzwecke gezüchtet, meist werden sie (u. a. in Osteuropa, aber auch in Deutschland) gejagt. Für die Fellnutzung: siehe Hermelinfell.

### Symbolik
Eine Legende, nach der ein Hermelin lieber sterben wollte als sein weißes Winterfell im Schlamm schmutzig zu machen, bildet den Hintergrund für den Wahlspruch „malo mori quam foedari“ („lieber sterben als besudelt werden“) des neapolitanischen Hermelinordens. Wo und wann die Legende ihren Ursprung hat, ist unbekannt, doch galt das weiße Hermelinfell in weiten Teilen des mittelalterlichen Europa als Symbol für – moralische – Reinheit (Keuschheit) und Unschuld.
Das weiße Winterfell des Hermelins wurde – auch und gerade wegen der ihm innewohnenden Symbolik – als besonders wertvoll erachtet. Ein Hermelinmantel war zeitweilig das Vorrecht adliger Familien. Das Hermelin ist bis heute als heraldische Tinktur oder in natürlicher Darstellung ein Bestandteil von Wappen ehemals hochadliger Residenzen und Gebiete. Kaiser, Könige, Fürsten und der Papst trugen mit weißen Winterfellen besetzte oder gefütterte Kleidung, auf die als besonderes Kennzeichen die schwarzen Schwänze oder Schwanzspitzen aufgenäht waren.
Weil nur hohe weltliche und kirchliche Würdenträger einen kostbaren Hermelinmantel tragen durften, wurde ein solcher Mantel bereits im ausgehenden Mittelalter, vor allem in der Zeit des Absolutismus (Ludwigs XIV.), zu einem Herrschaftszeichen der Macht.

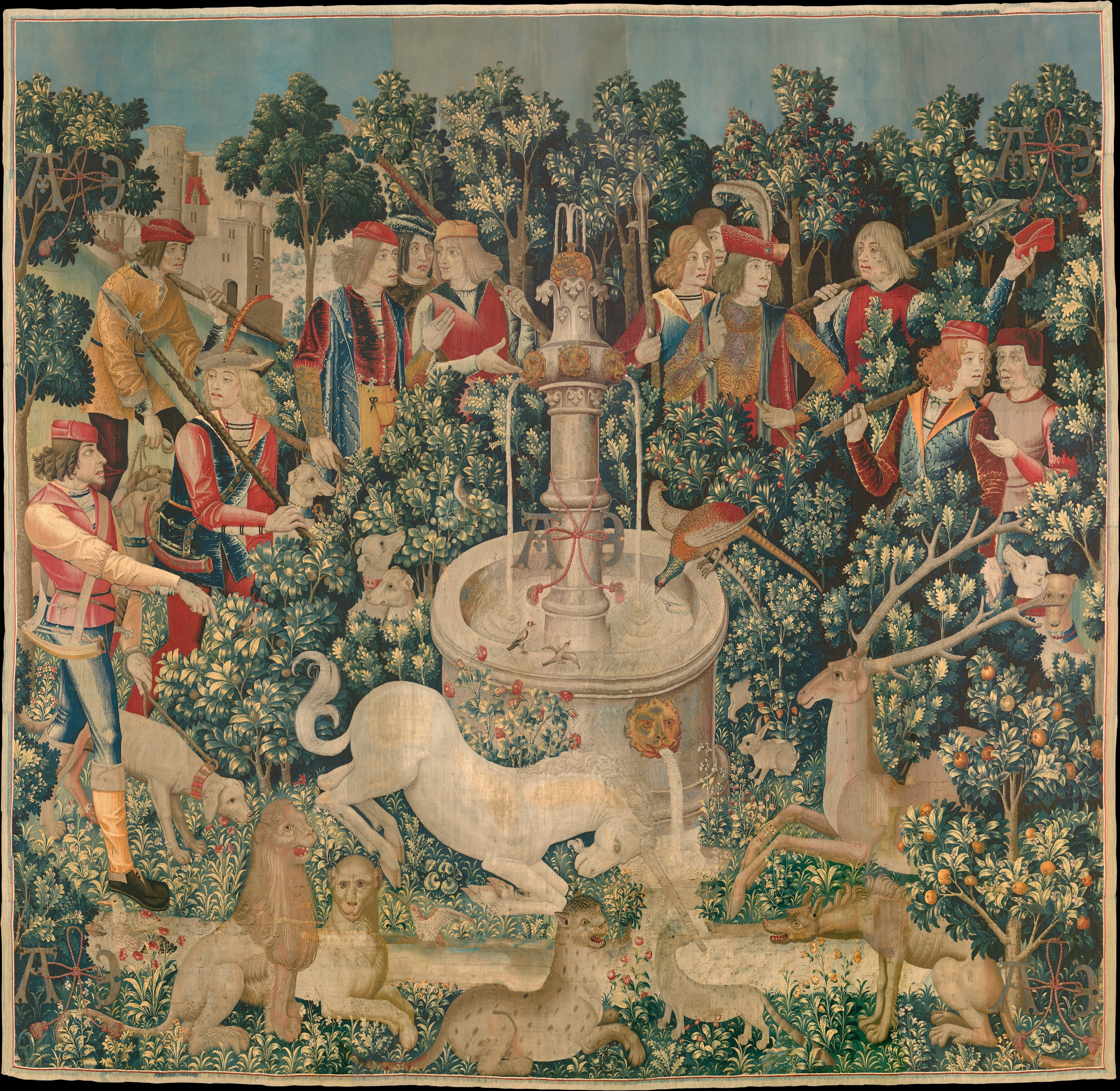
Wandteppich des „Meisters der New Yorker Einhornjagd“, im Vordergrund ein Hermelin

Das Wiesel, insbesondere der Hermelin, galt seit der Antike als Tier, das nach dem Genuss von Weinraute, ein Gegengift auch in der christologischen Symbolik, besondere Kräfte gegen Schlangen (und Basilisken) und deren Gift erhält.

### Ritterorden
In der Ordenskunde sind zwei weltliche Ritterorden nach dem Tier benannt worden:
- der vom bretonischen Herzog Johann V. im Jahr 1381 gegründete Hermelinorden, der im 16. Jahrhundert – im Zusammenhang mit der Eingliederung der Bretagne in die französische Krone – unter die Hoheit des französischen Königs kam und in der Bedeutungslosigkeit versank.
- der im Jahr 1464 von König Ferdinand I. gestiftete neapolitanische Hermelinorden.

### Wappen

Wappen der finnischen Region Nordösterbotten

Als Tinktur ist das Hermelin auch in die Wappen gekommen – zuerst wohl im Jahre 1213 im Wappen des zur damaligen Zeit noch unabhängigen Herzogtums Bretagne, wo es (in veränderter Form und als Symbol der Eigenständigkeit) bis heute überlebt hat; auch die bretonischen Departements-Wappen zeigen Hermelintinkturen. Das Wappen der Region Limousin schmückt sich – vor dem Hintergrund dynastischer Beziehungen zur Bretagne (Guy de Penthièvre) – ebenfalls mit dem heraldischen Hermelin.
Wappenmäntel und Hüte sind als wichtige heraldische Wappenelemente mit realistischen oder mit stilisierten Fellen des Tieres geschmückt.